# Шейнбаум, Виктор Соломонович
Ви́ктор Соломо́нович Шейнба́ум (род. 29 июня 1944, Москва, СССР) — советский и российский инженер-электротехник, кандидат технических наук, профессор кафедры машин и оборудования нефтяной и газовой промышленности РГУ нефти и газа (НИУ) имени И. М. Губкина.

## Биография
Шейнбаум Виктор Соломонович родился 29 июня 1944 года в Москве (СССР) в семье бывшего члена Центрального комитета коммунистический партии Кубы, в последующем ответственного работника Коминтерна, участника Великой Отечественной Войны. Среди родственников В. С. Шейнбаума есть всемирно известные люди. В их числе Президент Мексики Клаудия Шейнбаум (дочь двоюродного брата) и «отец современной эхокардиографии» Харви Фейгенбаум (двоюродный брат).
Окончив среднюю школу, поступил в МИСИ. После первого курса перевелся на второй курс нового факультета РЭиА МИНХ и ГП им. И. М. Губкина. Учась на третьем курсе, вошел в состав факультетской команды КВН. В 1964 году команда стала победителем первого вузовского турнира КВН, и в 1966 году в составе сборной команды КВН института выиграл очередной телевизионный конкурс КВН среди команд Москвы и Подмосковья. По инициативе ректора института В.Н. Виноградова по окончании института в 1966 году был зачислен в штат кафедры прикладной механики в должности младшего научного сотрудника. Летом 1966 года в составе первого зарубежного студенческого строительного отряда, сформированного на базе институтской команды КВН, работал в Чехословакии.
В 1966 году окончил МИНХиГП им. И. М. Губкина по специальности «Промышленная электроника».

## Трудовая деятельность
- По решению ректора института В. Н. Виноградова по окончании института в 1966 году был оставлен в институте и начал работать младшим научным сотрудником на кафедре прикладной механики. Тематика научной работы на кафедре была связана с новым научно-технологическим направлением «Ударно-вращательное бурение нефтяных и газовых скважин», основоположником и руководителем которого в СССР был Э. И. Тагиев. Занимался автоматизированным проектированием виброударных буровых забойных двигателей.
- В 1968 году выступил со своим первым научным докладом на Всесоюзной конференции по динамике машин.
- В начале 1971 года защитил кандидатскую диссертацию и вскоре был избран на должность старшего научного сотрудника.
- В 1972 году был избран заместителем председателя впервые созданного в институте Совета молодых специалистов и ученых. Организовал регулярное издание сборника статей аспирантов и молодых научных сотрудников и инженеров института.
- В 1975 году начал преподавать на кафедре прикладной математики.
- В 1980 году стал ученым секретарем в конкурсной комиссии Министерства высшего и среднего специального образования СССР по направлению «наука в вузах».
- В 1978 году перевелся на штатную педагогическую работу на кафедре прикладной механики.
- 1979—1984 возглавлял отдел оперативного управления учебным процессом в учебно-методическим управлением (УМУ), созданного впервые в высшей школе страны.
- 1984—1987 — заместитель начальника УМУ
- В 1984 году получил ученое звание доцента.
- В 1986 году перешел на кафедру машин и оборудования (МО) нефтяной и газовой промышленности
- 1987—2009 — начальник УМУ
- 1992—2015 — исполнительный секретарь Попечительского Совета РГУ нефти и газа (НИУ) имени И. М. Губкина
- В 1992 году организовал Ассоциации выпускников-губкинцев
- 1992—2000 исполнял обязанности генерального директора Ассоциации выпускников-губкинцев
- 1994—2018 — заместитель главного редактора журнала «Нефть, газ и бизнес»
- В 1996 году был избран профессором кафедры машин и оборудования (МО) нефтяной и газовой промышленности. С тех пор переизбирался на эту должность каждые пять лет и продолжает работать сегодня.
- 2000 — по н.в. — заместитель Председателя Правления Фонда выпускников-губкинцев.
- 2008—2016 гг. — директор Института проблем развития кадрового потенциала ТЭК.
- 2009 — по н.в. — советник при ректорате РГУ нефти и газа (НИУ) имени И. М. Губкина

## Общественная деятельность
- Член совета по профессиональным квалификациям нефтегазового комплекса России
- Член редколлегии журнала «Высшее образование в России»
- Член правления Ассоциации инженерного образовании России
- Член совета ветеранов Минэнерго РФ
- Заместитель Председателя Правления фонда выпускников — губкинцев.

## Научно-педагогические проекты и административные проекты
- Создание большой базы данных студентов университета и компьютерной модели предиктивной аналитики их успеваемости, М.: РГУ нефти и газа им. И. М. Губкина, 1979.
- Разработка новой методологии формирования и корректировки учебных планов в системе высшего нефтегазового образования, одобренной Методическим советом Содружества нефтегазовых вузов и факультетов СССР (предшественника УМО НГО), М.: РГУ нефти и газа им. И. М. Губкина, 1980.
- Программа перестройки высшего нефтегазового образования в СССР, М.: РГУ нефти и газа им. И. М. Губкина, 1986—1987.
- Создание сетевой структуры «АСУ-вуз» с распределенными по административным подразделениям серверами, связанными локальной вычислительной сетью, М.: РГУ нефти и газа им. И. М. Губкина, 1987—1988.
- Разработка методологии дифференцированного по видам кафедр планирования учебной нагрузки профессорско-преподавательского состава, использовавшейся в Губкинском университета до вступления России в Болонский процесс, М.: РГУ нефти и газа им. И. М. Губкина, 1988.
- Открытие в новой в институте специальности «охрана окружающей среды и рациональное использование природных ресурсов» и первый прием студентов на эту специальность, М.: РГУ нефти и газа им. И. М. Губкина, 1989—1990.
- Организация на инженерно-экономическом факультете новой выпускающей, юридической по своему профилю, кафедры, с чего ведет свою историю подготовка в губкинском университете специалистов в области горного права, М.: РГУ нефти и газа им. И. М. Губкина, 1992.
- Создание в университете по инициативе В. Н. Виноградова и Н. К. Байбакова Попечительского совета под председательством В. И. Грайфера, М.: РГУ нефти и газа им. И. М. Губкина, 1992.
- Организация Ассоциации выпускников, М.: РГУ нефти и газа им. И. М. Губкина, 1992.
- Создание первого в системе высшего нефтегазового образования компьютерного класса с персональными компьютерами MAC корпорации Apple, М.: РГУ нефти и газа им. И. М. Губкина, 1992.
- Организация межвузовской ассоциации пользователей ПК «Макинтош» , М.: РГУ нефти и газа им. И. М. Губкина, 1992.
- Организация преподавания в университете компьютерного проектирования машин и механизмов, в том числе (на базе пакета AUTOCAD) и разработка совместно с С. Е. Виряскиным необходимых учебных пособий, создание на кафедре МО лаборатории САПР, М.: РГУ нефти и газа им. И. М. Губкина, 1994.
- Переход университета на подготовку инженерных кадров по системе «бакалавр — магистр»: разработка концептуального проекта колледжа в Нефтеюганске колледжа университета как полигона по подготовке бакалавров- будущих магистрантов университета, отработке методического и организационного обучения по модульной технологии (разработанную и одобренную Генеральным директором ПО «Юганскнефтегаз» С. В. Муравленко и ректором В. Н. Виноградовым, М.: РГУ нефти и газа им. И. М. Губкина, 1993—1994.
- Учреждение и обеспечение издания журнала «Нефть, газ, бизнес», М.: РГУ нефти и газа им. И. М. Губкина, 1994.
- Организационное обеспечение в качестве куратора от университета международной программы Европейского союза «Tempus-Tacis», М.: РГУ нефти и газа им. И. М. Губкина, 1998—2001.
- Организации в составе НИЧ университета нового структурного подразделения «Институт проблем развития кадрового потенциала ТЭК» во главе с научным руководителем — ректором университета, М.: РГУ нефти и газа им. И. М. Губкина, 2002.
- Разработка, лицензирование и реализация более 30 программ профессиональной переподготовки специалистов НГК с присвоением им новых для страны квалификаций объемом 1000 и более часов, М.: РГУ нефти и газа им. И. М. Губкина.
- Разработка концептуального проекта инновационной образовательной программы (ИОП) развития профессиональных компетенций в новой среде обучения — виртуальной среде профессиональной деятельности, с которой университет вошел в число победителей конкурса ИОП, проведенного Минобрнауки РФ, М.: РГУ нефти и газа им. И. М. Губкина, 2006—2007.
- Разработка программы развития университета как национального исследовательского университета, одобренной Правительством РФ, М.: РГУ нефти и газа им. И. М. Губкина, 2009—2010.
- Разработка первых профессиональных стандартов для нефтегазового комплекса, М.: РГУ нефти и газа им. И. М. Губкина, 2007—2015.
- Организация в 2014 году Совета по профессиональным квалификациям в нефтегазовом комплексе, М.: РГУ нефти и газа им. И. М. Губкина, 2014.
- Разработка нормативного документа для ПАО «Газпром» «Р Газпром: „Рекомендации по системной организации подготовки, повышения квалификации и профессиональной переподготовки производственного персонала, занятого в геологоразведке, добыче и транспорте газа на шельфе“», М.: РГУ нефти и газа им. И. М. Губкина, 2018.
- Организации в университете первой конференции опорных вузов ПАО «Газпром» по проблемам цифровизации инженерного образования «Синергия 2018», М.: РГУ нефти и газа им. И. М. Губкина, 2018.

## Публикации
Шейнбаум В. С. имеет 8 авторских свидетельств на изобретения, свыше 150 научных и учебно-методически работ, исторических очерков и эссе, в числе которых:
- монография «Силовые импульсные системы/аналитическое проектирование» (Изд.-во «Машиностроение», 1978 г)
- «Очерки истории создания и деятельности Совета попечителей Губкинского университета» (Издательский центр Губкинского ун-та., 2020 г.)
- учебные пособия для студентов вузов СССР и РФ:
  - "Лабораторный практикум и курсовое проектирование по ТММ с применением ЭВМ (Изд.-во «Машиностроение» 1983 г.)
  - «Методология инженерной деятельности» (Н. Новгород, 2007 г.)
  - «Управление разработкой нефтяных и газовых месторождений /инновационная деятельность» (Изд.-во «Недра», 2008 г.)
  - «Буровое оборудование для разведки и освоения морских нефтегазовых месторождений» (Издательский центр РГУ нефти и газа им. И. М. Губкина, 2012 г.)

## Награды, почётные звания, признание
- Заслуженный работник высшей школы Российской Федерации[2]
- Лауреат премии Правительства Российской Федерации в области образования[3]
- Медаль Союза нефтегазопромышленников РФ «За развитие нефтегазового комплекса России»
- Медаль Ассоциации инженерного образования России «За заслуги в развитии инженерного образования России»
- Медаль «За заслуги перед университетом»
- Нагрудный знак «Почетный выпускник Губкинского университета»
- Почетный нефтяник
- Почетный работник газовой промышленности
- Почетный работник топливно-энергетического комплекса